# 아오이 이치고
아오이 이치고(일본어: 青井いちご, 1995년 1월 18일 ~ )는 일본의 AV 여배우이다. 2013년에 데뷔했다.